# Saint-Florent (Alta Córcega)
Saint-Florent es una comuna y población de Francia, en la región de Córcega, departamento de Alta Córcega. Es la comuna más poblada del cantón de La Conca-d'Oro.
Su población en el censo de 1999 era de 1.474 habitantes.
Es un puerto en el golfo de Saint-Florent. Se encuentra junto a la desembocadura del río Poggio. La antigua catedral de Nebbio se encuentra en sus alrededores.

## Demografía
| 611 | 805 | 1 065 | 1 217 | 1 350 | 1 597 |
| Para los censos de 1962 a 1999 la población legal corresponde a la población sin duplicidades (Fuente: INSEE [Consultar]) |     |       |       |       |       |

- Datos: Q677952
- Multimedia: Saint-Florent (Haute-Corse) / Q677952

1. ↑  Worldpostalcodes.org, código postal n.º 20217.
2. ↑  INSEE, Datos de población para el año 2012 de Saint-Florent (en francés).